# North Middletown (Kentucky)
North Middletown é uma cidade localizada no estado americano de Kentucky, no Condado de Bourbon.

## Demografia
Segundo o censo americano de 2000, a sua população era de 562 habitantes.
Em 2006, foi estimada uma população de 560, um decréscimo de 2 (-0.4%).

## Geografia
De acordo com o United States Census Bureau tem uma área de
0,8 km², dos quais 0,8 km² cobertos por terra e 0,0 km² cobertos por água. North Middletown localiza-se a aproximadamente 259 m acima do nível do mar.

## Localidades na vizinhança
O diagrama seguinte representa as localidades num raio de 20 km ao redor de North Middletown.